# Wilhelm Kratz
Pour les articles homonymes, voir Kratz.
Wilhelm Kratz (né le 11 juin 1905 à Kutzhof (Heusweiler) et mort le 30 avril 1986 à Merzig) était une personnalité politique allemande de l'Union chrétienne-démocrate d'Allemagne.

## Biographie
Il étudia le droit à l'Université de Bonn de 1924 à 1929 et fut membre d'une confrérie étudiante catholique, le Verband der Wissenschaftlichen Katholischen Studentenvereine Unitas-Salia. Il exerça comme avocat à Merzig à partir de 1933, et s'inscrivit au parti nazi en juin de cette année-là,. LOrs du premier plébiscite de réunification de 1935, Kratz milita pour le Deutsche Front, qu'il avait rejoint en 1934. Enrôlé dans la Wehrmacht en 1939, il fut fait prisonnier par l'Armée britannique, puis confié aux autorités françaises et plus particulièrement à la Sûreté, qui le maintint en détention jusqu'en 1947. De retour en Allemagne, il reprit ses fonctions d'avocat en 1948.
Dans les années 1950, il fut l'un des fondateurs du CDU dans l’Arrondissement de Merzig-Wadern. Élu député au Landtag de la Sarre aux élections de 1955, il fut président en 1956-57 du groupe des députés CDU, puis président de l'Assemblée du 18 mars 1957 au 26 février 1959. Délégué le 4 janvier 1957 par l'assemblée régionale pour siéger au Bundestag, il renonça à ce mandat dès le 11 avril, pour se consacrer entièrement à ses fonctions de président du Landtag de la Sarre.

## Source
- (de) Cet article est partiellement ou en totalité issu de l’article de Wikipédia en allemand intitulé « Wilhelm Kratz » (voir la liste des auteurs).